# Notte di carnevale (film 1935 Cromwell)
Notte di carnevale (I Dream Too Much) è un film commedia diretto da John Cromwell.

## Trama
Annette Monard Street è un'aspirante cantante che si innamora e sposa Jonathan Street, un giovane compositore in cerca di affermazione.
Jonathan la sostiene nella carriera di cantante fino a farla divenire una star. Nel frattempo lui non riesce a vendere la sua musica e diviene geloso del successo della moglie.
Preoccupata per la stabilità della relazione, Annette usa la sua influenza per procurare una scrittura in un musical per il marito, dopodiché si ritira dalla sua vita pubblica per dedicarsi alla famiglia.